# Trương Duệ
Trương Duệ (chữ Hán: 張裔, 166 – 230), tên tự là Quân Tự, người Thành Đô, Thục quận, là quan viên nhà Thục Hán đời Tam Quốc trong lịch sử Trung Quốc.

## Cuộc đời
Trương Duệ nghiên cứu Công Dương xuân thu, học khắp các sách Sử ký, Hán thư. Người Nhữ Nam là Hứa Tĩnh sau khi vào Thục, nhận xét Duệ siêng năng nhạy bén, giống với những người như Chung Do ở Trung Nguyên.
Thời Lưu Chương nắm Ích Châu, Trương Duệ được cử làm Hiếu liêm, làm Ngư Phục (huyện) trưởng, rồi trở về châu làm Thự tòng sự, lãnh Trướng hạ tư mã.
Năm 214, tướng của Lưu Bị là Trương Phi từ Kinh Châu theo lối Điếm Giang tiến vào đất Thục, Lưu Chương giao quân đội cho Trương Duệ, để ông tại Mạch Hạ thuộc Đức Dương kháng cự. Trương Duệ thua trận, chạy về Thành Đô.
Lưu Bị mang quân vây Thành Đô. Trương Duệ làm sứ giả đi gặp Lưu Bị. Lưu Bị đồng ý đãi ngộ Lưu Chương theo lễ rồi trấn an người Thục. Sau khi ông trở về thì Lưu Chương quyết định đầu hàng.
Trương Duệ cũng đầu hàng, được Lưu Bị dùng làm Thái thú Ba quận, sau đó về châu làm Tư kim trung lang tướng, phụ trách chế tạo nông cụ và binh khí.
Người quận Ích Châu giết thái thú Chính Ngang; thủ lĩnh địa phương đã lớn tuổi là Ung Khải, vốn ở phương nam rất có uy vọng, bèn phái thủ hạ hoạt động khắp nơi, còn liên hệ với Đông Ngô. Chính quyền nhà Hán lấy Trương Duệ làm thái thú quận Ích Châu, ông đi thẳng đến quận nhận chức. Ung Khải không theo, mang quân đánh lại, bắt giữ Trương Duệ và giả quỷ dạy rằng: 
"Trương phủ quân giống như chiếc hồ lô, ngoài thì sáng bóng mà trong thì thô ráp, không cần giết ông ta, hãy trói lại giao cho bên Ngô."
Vì thế bọn họ áp giải ông sang Đông Ngô nộp cho Tôn Quyền.
Sau khi Hán Chiêu Liệt đế mất (223), Gia Cát Lượng sai Đặng Chi đi sứ Đông Ngô, dặn dò Chi trong lúc nói chuyện với Tôn Quyền lựa lời xin tha cho ông. Trương Duệ ở Ngô mấy năm, lánh mình trong đám tội nhân lưu đày, Tôn Quyền vẫn chưa biết đến, nên đồng ý thả ông. Trương Duệ sắp lên đường, Quyền đưa vào gặp, hỏi: 
"Xưa đất Thục có gái góa họ Trác, bỏ nhà theo Tư Mã Tương Như, phong tục của quý thổ là như thế sao?"
Ông đáp: 
"Theo ngu ý thì gái góa họ Trác còn hiền hơn vợ của Mãi Thần." 
Quyền lại hỏi: 
"Ông trở về, ắt làm quan cho tây triều, rốt cục không phải trở thành một ông già cày ruộng nơi quê mùa nữa, sẽ báo đáp ta như thế nào?"
Trương Duệ đáp: 
"Duệ mang tội trở về, sẽ phó thác tính mạng cho hữu tư; nếu may mắn được tha chết, thì 58 năm về trước là nhờ cha mẹ, từ đây về sau là do đại vương ban cho."
Tôn Quyền cười nói vui vẻ, ra dáng xem trọng Trương Duệ. Trương Duệ đi khỏi, rất hối hận sao không giả ngốc, lập tức lên đường, đêm ngày không nghỉ. Tôn Quyền quả nhiên sai người đuổi bắt thì ông đã qua khỏi ranh giới Vĩnh An mấy chục dặm, truy binh không theo kịp.
Trương Duệ về Thục, được Gia Cát Lượng dùng làm Tham quân, Thự phủ sự, còn lĩnh Ích Châu trị trung tòng sự. Gia Cát Lượng đóng quân ở Hán Trung, lấy ông làm Xạ Thanh hiệu úy lãnh Lưu phủ trưởng sử. Trương Duệ thường ca ngợi Gia Cát Lượng rằng: 
"Ngài thưởng không quên người ở xa, phạt không tha người ở gần; phong tước không ai vô công mà được nhận, dụng hình không ai giàu sang mà được miễn; đây là lý do mà kẻ hiền người ngu đều quên thân như vậy!"
Về sau được thêm chức Phụ Hán tướng quân, lĩnh Trưởng sử như cũ. Năm 230, Trương Duệ mất, thọ 64 tuổi. Con ông là Trương Mạo kế tự.

## TrongTam quốc diễn nghĩa
Trong tiểu thuyết Tam Quốc diễn nghĩa, Trương Duệ xuất hiện rất ít, cũng không nhắc tới việc ông làm sứ giả của Lưu Chương và việc bị quân Ung Khải bắt giao cho Ngô, cũng như việc đối đáp với Tôn Quyền.
Trương Duệ xuất hiện lần đầu ở hồi 80, giữ chức Thiên tướng quân, cùng các quan lại cầu Lưu Bị lên ngôi vua. Đến hồi 91, khi Gia Cát Lượng tiến hành Bắc phạt lần đầu, giao cho Trương Duệ chức Trưởng sử phủ Thừa tướng.

## Tính cách
Năm thứ 2 từ khi trở về Thục, Trương Duệ đi Hán Trung gặp Gia Cát Lượng hỏi han công việc, có mấy trăm người đưa tiễn, ngựa xe kín đường. Trương Duệ gửi thư trả lời thân nhân rằng: "Gần đây đi đường vất vả, là vì đêm ngày đều phải tiếp khách, không được nghỉ ngơi; người ta kính trọng cái chức Thừa tướng Trưởng sử, đến thằng con Trương Quân cũng tự phụ về cái chức này, nên mệt mỏi muốn chết."
Trương Duệ thiếu thời rất thân với người quận Kiền Vi là Dương Cung. Cung mất sớm, bỏ lại con trai mới vài tuổi, Trương Duệ đón về nuôi nấng, chia phòng ốc cho ở, thờ mẹ Cung như mẹ mình. Đến khi con Cung trưởng thành, thì lấy vợ và mua nhà cửa ruộng vườn cho anh ta. Ông giúp đỡ bạn bè cũ, cứu trợ họ hàng gặp khó khăn, làm việc nghĩa rất nhiều.